# Santa Teresa (Cajatambo)
Santa Teresa es un despoblado peruano ubicado en el distrito de Huancapón, perteneciente a la provincia de Cajatambo del departamento de Lima, al centro oeste del Perú. 

## Ubicación
Santa Teresa se ubica al sur de la provincia de Cajatambo, en el distrito de Huancapón, en el departamento de Lima.

## Demografía
En 1993 Santa Teresa tenía una población de 6 habitantes, mientras que en 2017 no tuvo a ningún habitante empadronado, y tenía 1 vivienda.
| Gráfica de evolución demográfica de Santa Teresa entre 1993 y 2017 |
|                                                                    |
| Fuentes: Población 1993 y 2017                                     |